# Kho báu Martynivka

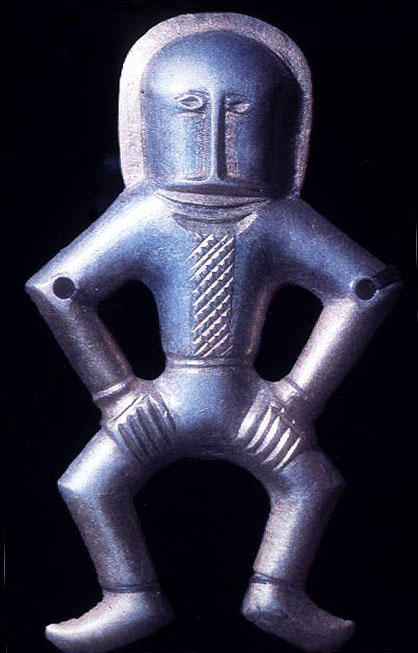
Một trong những bức tượng nhỏ được tìm thấy trong số các báu vật thuộc kho báu Martynivka. Bức tượng này khắc họa hình ảnh một nhân vật đang mặc một mặc chiếc áo may thêu.

Kho báu Martynivka (tiếng Ukraina: Мартинівський скарб, Martynivsky skarb) là một kho tích trữ bao gồm 116 hiện vật làm bằng bạc (với tổng trọng lượng vào khoảng 3,3 kg) được tìm thấy vào năm 1907 tại làng Martynivka, tỉnh Cherkasy, Ukraina. Kho báu hiện được bảo quản tại hai bảo tàng: Bảo tàng Lịch sử Quốc gia Ukraina tại Kyiv và Bảo tàng Anh tại Luân Đôn. Việc chia tách các báu vật để trưng bày ở hai bảo tàng đã gây khó khăn trong công tác nghiên cứu về kho báu.
Kho báu Martynivka được cho là có niên đại vào khoảng thế kỷ thứ sáu hoặc thứ bảy Công nguyên.
Google Art and Culutre cho rằng kho báu này có niên đại vào khoảng từ năm 500 đến năm 700 Công nguyên.

## Chi tiết các món đồ trong kho báu

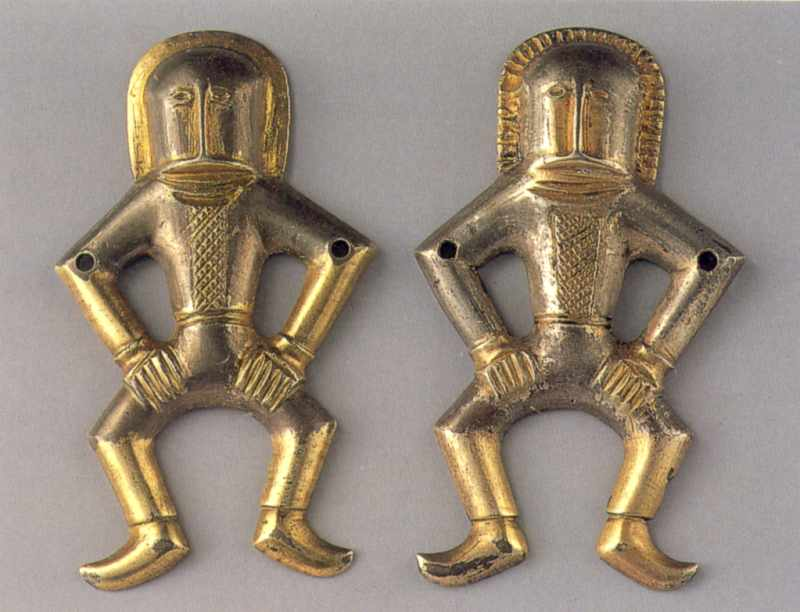
Hai người đàn ông mặc trang phục áo thêu.
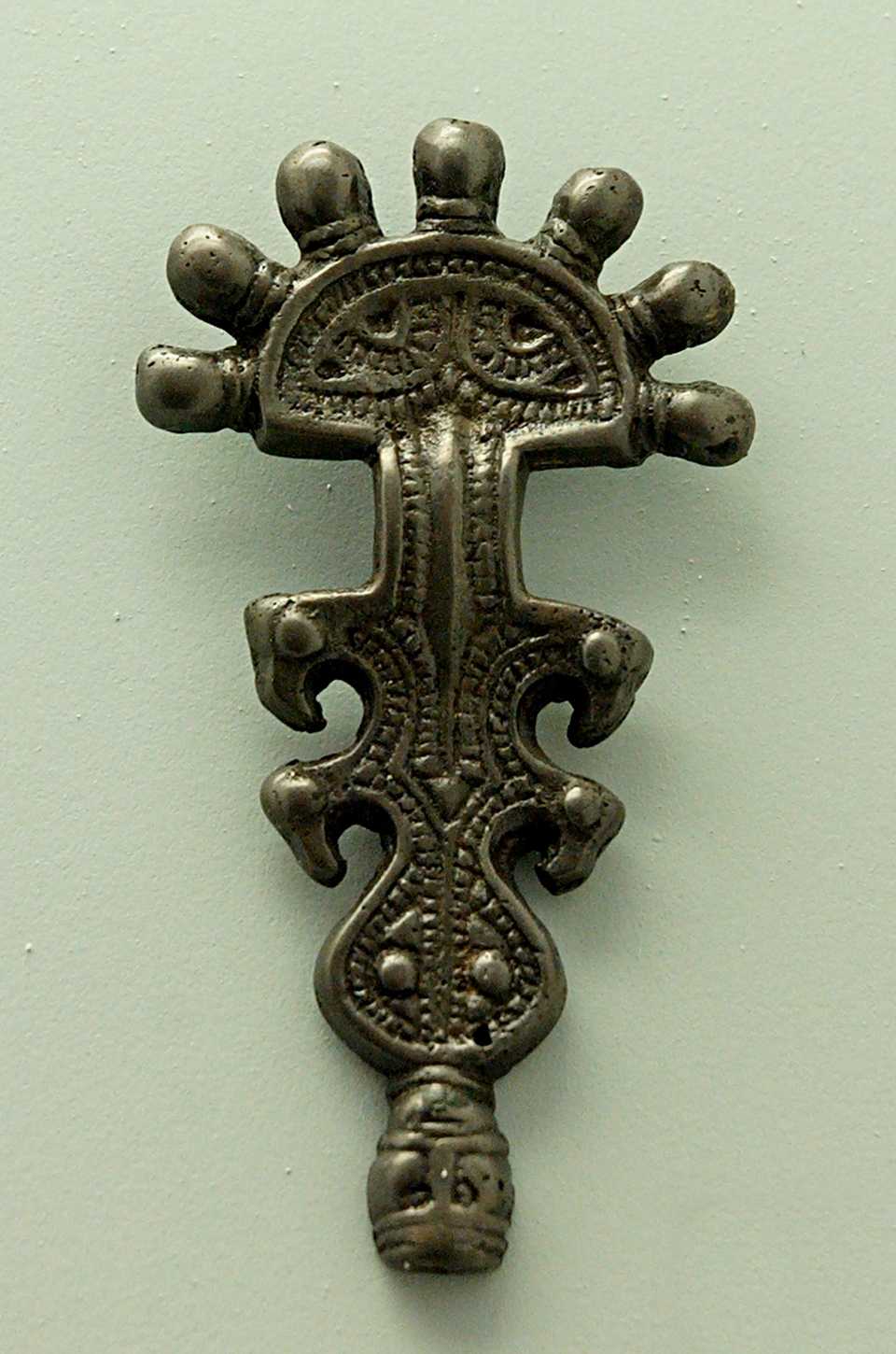
Ghim cài áo